# Лаукс, Карл
Карл Лаукс (нем. Karl Laux; 26 августа 1896, Людвигсхафен-ам-Райн — 27 июня 1978, Дрезден) — немецкий музыковед.

## Биография
Родился 26 августа 1896 года в Людвигсхафен-ам-Райне. С 1902 по 1906 год посещал начальную школу, затем поступил в гимназию в Шпейере.
В 1914 году, после начала Первой мировой войны, получил диплом военного училища и поступил во 2-й Королевский баварский пионерский батальон, дислоцированный в Шпейере. Весной 1915 года был тяжело ранен. В битве на Сомме в 1916 году попал в плен и с октября 1916 года находился в Исткоте (англ.) в лагере Pattishall.
Вернулся в Германию в 1919 году и до 1924 года изучал музыковедение в Гейдельбергском университете у Теодора Кройера и Ханса Иоахима Мозера.
С 1922 года работал музыкальным критиком в Мангейме, с 1926 по 1934 год — музыкальным редактором Neue Badische Landeszeitung. В 1934 году он переехал в Дрезден, где до 1943 года работал в Dresdner Neuesten Nachrichten. Одновременно с 1936 по 1948 год он преподавал в Дрезденском музыкальном университете. С 1943 года был редактором в Dresdner Zeitung.
По окончании Второй мировой войны в 1945—1948 годах был советником министерства народного образования Саксонии. С 1948 года редактировал музыкальный отдел в восточноберлинской газете Tägliche Rundschau. В 1951—1952 гг. главный редактор восточногерманского музыкального журнала Musik und Gesellschaft. В 1952—1963 гг. — директор Дрезденской Высшей школы музыки.
Опубликовал монографию «Музыка в России и Советском Союзе» (нем. Die Musik in Russland und in Der Sowjetunion; 1958), биографию Карла Марии фон Вебера (1978), был ведущим специалистом по творческому наследию Йозефа Хааса (и напечатал в 1954 г. книгу о нём). Известна книга Лаукса об Антоне Брукнере, во втором издании которой (1947) тщательно вычищены следы национал-социалистического подхода к музыке, заметные в первом (1940). Выпустил также подробную автобиографическую книгу «Отзвук» (нем. Nachklang; 1977).
В 1965 году был удостоен Премии Роберта Шумана. Почётный гражданин города Цвиккау (1972).
Умер 27 июня 1978 года и был похоронен дрезденском троицком кладбище.
Именем Лаукса названа улица в Дрездене (нем. Karl-Laux-Straße).